# 蒙塞勒
蒙塞勒（法語：Montcel，法語發音：[mɔ̃sɛl]）是法国萨瓦省的一个市镇，属于尚贝里区。

## 地理
蒙塞勒（45°43'24"N, 5°58'59"E）面积15.23 平方千米，位于法国奥弗涅-罗讷-阿尔卑斯大区萨瓦省，该省份为法国东部省份，历史上为薩伏依的一部分，北起上萨瓦省，西接伊泽尔省和安省，南部和东部与上阿尔卑斯省和意大利接壤。
与蒙塞勒接壤的市镇（或旧市镇、城区）包括：莱代塞尔、格雷西叙艾克斯、皮尼-沙特诺、昂特勒拉克。

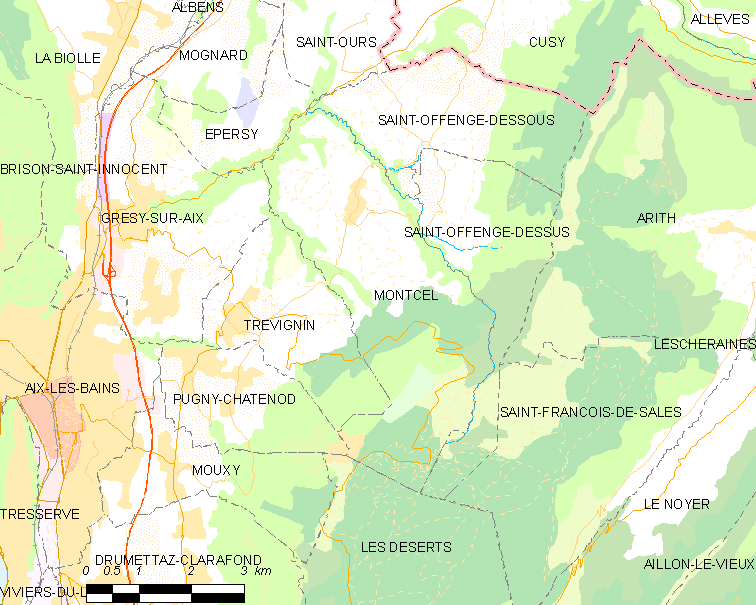
蒙塞勒的OSM定位图

蒙塞勒的时区为UTC+01:00、UTC+02:00（夏令时）。

## 行政
蒙塞勒的邮政编码为73100，INSEE市镇编码为73164。

## 政治
蒙塞勒所属的省级选区为艾克斯莱班第一县。

## 人口

1962-2008年间蒙塞勒人口变化图示

蒙塞勒于2022年1月1日时的人口数量为1090人。